# Cuarte de Huerva
Cuarte de Huerva (aragónul Cuart de la Uerba) település Spanyolországban,  Zaragoza tartományban. Cuarte de Huerva Zaragoza és Cadrete községekkel határos. Lakosainak száma 15 112 fő (2024).

## Népesség
A település népessége az utóbbi években az alábbiak szerint változott:
| Lakosok száma | 1953 | 2582 | 4726 | 7687 | 10 394 | 11 589 | 12 862 | 13 303 | 14 169 | 15 112 |
|               | 2001 | 2004 | 2007 | 2009 | 2012   | 2014   | 2017   | 2019   | 2022   | 2024   |